# Gösta Löfgren
Karl Gösta Herbert «Lövet» Löfgren (Motala, Suecia, 29 de agosto de 1923-5 de septiembre de 2006) fue un jugador y entrenador de fútbol sueco. En su etapa como jugador profesional se desempeñaba como delantero.

## Selección nacional
Fue internacional con la selección de fútbol de Suecia en 40 ocasiones y convirtió 13 goles. Ganó la medalla olímpica de bronce en 1952 y fue miembro de la legendaria selección sueca que llegó a la final de la Copa del Mundo de 1958.

### Participaciones en Copas del Mundo
| Mundial                        | Sede   | Resultado  | Partidos | Goles |
| ------------------------------ | ------ | ---------- | -------- | ----- |
| Copa Mundial de Fútbol de 1958 | Suecia | Subcampeón | 1        | 0     |

### Participaciones en Juegos Olímpicos
| Olimpiada                         | Sede      | Resultado    | Partidos | Goles |
| --------------------------------- | --------- | ------------ | -------- | ----- |
| Juegos Olímpicos de Helsinki 1952 | Finlandia | Tercer lugar | 4        | 1     |

## Clubes

### Como jugador
| Club           | País   | Año       |
| -------------- | ------ | --------- |
| Motala AIF     | Suecia | 1951-1958 |
| IFK Norrköping | Suecia | 1960-1963 |

### Como entrenador
| Club           | País   | Año       |
| -------------- | ------ | --------- |
| IFK Norrköping | Suecia | 1971-1972 |

## Palmarés

### Campeonatos nacionales
| Título      | Club           | País   | Año  |
| ----------- | -------------- | ------ | ---- |
| Allsvenskan | IFK Norrköping | Suecia | 1960 |
| Allsvenskan | IFK Norrköping | Suecia | 1962 |
| Allsvenskan | IFK Norrköping | Suecia | 1963 |

### Distinciones individuales
| Distinción | Año  |
| ---------- | ---- |
| Guldbollen | 1955 |